# Aéroport de Barra do Garças
L'aéroport de Barra do Garças (code IATA : BPG • code OACI : SBBW) est l'aéroport de la ville de Barra do Garças au Brésil.

## Compagnies aériennes et destinations
| Compagnies              | Destinations    |
| ----------------------- | --------------- |
| Azul Brazilian Airlines | Cuiabá, Goiânia |

## Accès
L'aéroport est situé à 15 km du centre-ville de Barra do Garças.